# Seznam slovenskih violistov
Seznam slovenskih violistov.

## A
Franc Avsenek -
Neli Atanasova -

## B
Maja Babnik Ravnikar - 
Marko Bitežnik -
Klemen Bračko -

## C
Neža Cankar

## D
Cveto Demšar -
Urška Doler - 
Nina Demšar -
Kristijan Dražil

## E
Veronika Emeršič -

## F
Andrej Feguš -
Darinka Fabiani

## G
Emilija Gladniška

## I
Yasumichi Iwaki

## K
Romana Kokalj
Mirko Kolarič -
Emil Kopše -
Marina Kopše -
Mile Kosi -
Todor Kozarov -
Katja Krajnik -
Boris Krajnik - Peter Kranjec -
Ivan Krstić -
Nikola Krstić - Domen Kužnar -
Zoltan Kvanka

## M
Tomaž Malej -
Aleksandar Milošev - 

## S
Matjaž Sekne - Primož Soban

## P
Viktor Plestenjak -
Valentina Pasarič -
Ilija Popov-
Špela Pirnat

## R
Dragan Radonić -
Jasmina Rijavec -
Marija Rome - 
Mateja Ratajc

## S
Tjaša Sagernik - Jaka Stadler

## Š
Natalija Šimunović - Marjetka Šuler

## T
Tamara Tasev -
Marjeta Tekavec -
Ana Trnjar -

## V
Sonja Vukovič -

## Z
Eva Zupančič - Katja Žekar